# Funció integrable localment
En matemàtiques, una funció integrable localment (de vegades també anomenada funció sumable localment) és una funció que és integrable (per tant, la seva integral és finita) en cada subconjunt compacte del seu domini de definició. La importància d'aquestes funcions rau en el fet que el seu espai de funcions és similar als espais Lp, però els seus membres no estan obligats a satisfer cap restricció de creixement en el seu comportament al límit del seu domini (a l'infinit si el domini és il·limitat): en altres paraules, les funcions integrables localment poden créixer arbitràriament ràpidament al límit del domini, però encara són manejables d'una manera similar a les funcions integrables ordinàries.

## Definició

### Definició estàndard
Sigui Ω un conjunt obert en l'espai euclidià {\displaystyle \mathbb {R} ^{n}} i una funció mesurable de Lebesgue. Si f sobre Ω és tal que
{\displaystyle \int _{K}|f|\,\mathrm {d} x<+\infty ,}
és a dir, la seva integral de Lebesgue és finita en tots els subconjunts compactes K de Ω, llavors f s'anomena localment integrable. El conjunt de totes aquestes funcions es denota per L1,loc(Ω) :
{\displaystyle L_{1,\mathrm {loc} }(\Omega )={\bigl \{}f\colon \Omega \to \mathbb {C} {\text{ mesurable}}:f|_{K}\in L_{1}(K)\ \forall \,K\subset \Omega ,\,K{\text{ compact}}{\bigr \}},}
on {\textstyle \left.f\right|_{K}} denota la restricció de f al conjunt K.
La definició clàssica d'una funció integrable localment implica només conceptes teòrics i topològics de mesura i es pot traslladar a funcions abstractes a funcions de valors complexos en un espai de mesura topològica (X, Σ, μ):  tanmateix, ja que la majoria L'aplicació comuna d'aquestes funcions és a la teoria de la distribució d'espais euclidians, totes les definicions d'aquesta i les següents seccions tracten explícitament només d'aquest important cas.

## Exemples
- La funció constant 1 definida a la línia real és integrable localment però no globalment, ja que la línia real té una mesura infinita. De manera més general, les constants, les funcions contínues i les funcions integrables són localment integrables.[4]
- La funció {\displaystyle f(x)=1/x} perquè x ∈ (0, 1) és integrable localment però no globalment a (0, 1). És integrable localment ja que qualsevol conjunt compacte K ⊆ (0, 1) té una distància positiva de 0 i, per tant, f està limitada a K. Aquest exemple sustenta l'afirmació inicial que les funcions integrables localment no requereixen la satisfacció de les condicions de creixement properes al límit en dominis acotats.
- La funció

{\displaystyle f(x)={\begin{cases}1/x&x\neq 0,\\0&x=0,\end{cases}}\quad x\in \mathbb {R} }
no és integrable localment en x = 0 : és efectivament integrable localment prop d'aquest punt ja que la seva integral sobre tot conjunt compacte sense incloure-la és finita. Parlant formalment, {\displaystyle 1/x\in L_{1,loc}(\mathbb {R} \setminus 0)}: però, aquesta funció es pot estendre a una distribució en conjunt {\displaystyle \mathbb {R} } com a valor principal de Cauchy.

## Aplicacions
Les funcions integrables localment tenen un paper destacat en la teoria de la distribució i es produeixen en la definició de diverses classes de funcions i espais de funcions, com les funcions de variació limitada. A més, apareixen en el teorema de Radon-Nikodym caracteritzant la part absolutament contínua de cada mesura.